# Kufra
För andra betydelser, se Kufra (olika betydelser).

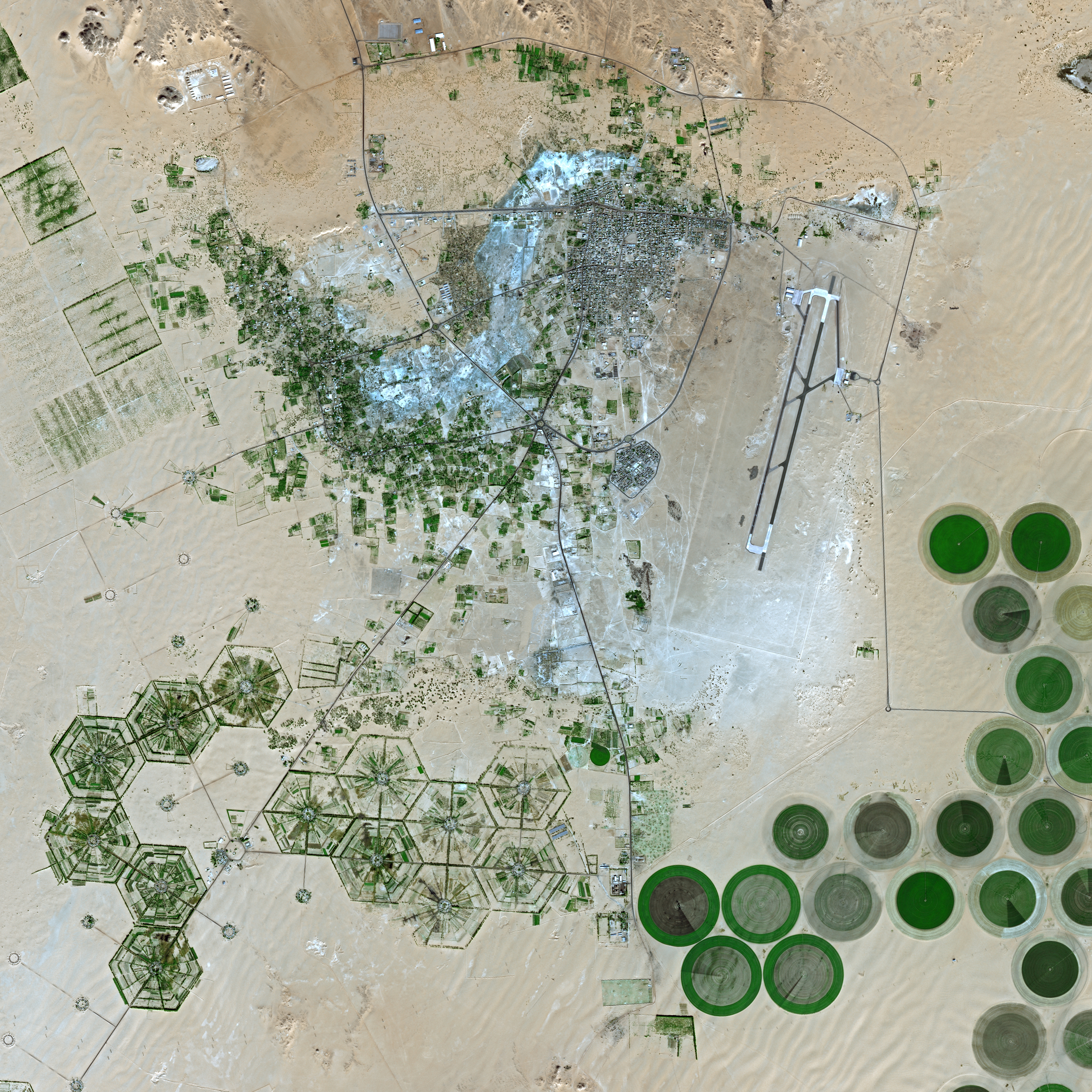
Satellitbild av Kufra-oaserna 2002, med konstbevattnade fält.

Kufra (arabiska: al-Kufrah) är en oasgrupp i sydöstra Libyen. Den är en av de största oasgrupperna i Sahara, och klimatet är mindre hett än i andra orter på samma bredd. Tills nyligen var jordbruk den viktigaste näringen, men utvinningen av olja i området har medfört stora förändringar. Arbete inom administration, militärväsen och serviceverksamhet till petroleumindustrin har till stor del ersatt jordbruket. Här finns även en flygplats.
Kufra var mellan 1895 och 1931 sufiorden Sanusiyas huvudstad, sedan den flyttats dit från al-Jaghbub. Den blev närmare bekant för européer först genom Gerhard Rohlfs expedition 1879.